# Dzierzbik czarnouchy
Dzierzbik czarnouchy (Chlorophoneus kupeensis) – gatunek średniej wielkości ptaka z rodziny dzierzbików (Malaconotidae). Występuje w południowo-zachodnim Kamerunie i dwóch miejscach w południowo-wschodniej Nigerii. Zagrożony wyginięciem.

## Taksonomia
Po raz pierwszy gatunek opisał szkocki ornitolog William Serle w 1951 na łamach Bulletin of the British Ornithologists’ Club. Holotyp pozyskał dla wspomnianego badacza Gilbert Nkwocha. Okaz ten odłowiono 2 listopada 1949 na górze Mount Kupe (wschodni Region Południowo-Zachodni, południowo-zachodni Kamerun) na wysokości około 1300 m n.p.m. (4500 stóp); podane przez autora koordynaty: 4°45′N 9°40′E/4,750000 9,666667. Była to dorosła samica. Została przekazana do Muzeum Historii Naturalnej w Londynie (wtedy Muzeum Brytyjskiego). Autor nadał nowemu gatunkowi nazwę Chlorophoneus kupeensis. Jest ona obecnie (2020) podtrzymywana przez Międzynarodowy Komitet Ornitologiczny.
Pokrewieństwo z innymi gatunkami niejasne. Dzierzbiki czarnouche zdają się mieć cechy pośrednie między przedstawicielami Telophorus a Chlorophoneus, jeśli chodzi o wymiary. Wzór na spodzie skrzydeł przypomina ten u ptaków z rodzaju Malaconotus. Do tego podniebienie reprezentantów C. kupeensis jest pomarańczowe, a nie czarne, jak u innych dzierzbików. Głosem natomiast przypominają tymalie (Timaliidae), nie dzierzbiki.

## Morfologia
Długość ciała wynosi 17,5–21,5 cm. Występują dwie odmiany barwne (patrz: polimorfizm), możliwe że są związane z płcią ptaka. Upierzenie jest szaro-zielono-białe. Cechą wyróżniającą dzierzbika czarnouchego jest połączenie białego gardła z szarym spodem ciała i czarną maską. Opis upierzenia podano za Shrikes and Bush-shrikes (2010). U samca głowa jest szara, podobnie jak kark, pierś i brzuch. Okolice kloaki żółte. Na głowie występuje czarna „maska”, gardło białe, widoczna czarna obroża. Samica jest podobna do samca, ale na środku białego gardła ma dużą, kasztanowobrązową plamę. W okolicy tej plamy w sezonie lęgowym pojawiać się może żółtawy nalot. Według Serle’a tęczówka jest fioletowa, stopy szare, a dziób czarny. Wymiary dla 1 samca: długość skrzydła 97 mm, długość górnej krawędzi dzioba 24 mm, długość ogona 80 mm, długość skoku 28 mm; wymiary dla 1 samicy: długość skrzydła 98 mm, dzioba 22 mm, ogona 79 mm, skoku 29 mm.

## Zasięg występowania
Pierwotnie dzierzbiki czarnouche znano tylko z okolic góry Mount Kupe w południowo-zachodnim Kamerunie i uważano je za endemiczne dla jednego lasu, liczącego jedynie 21 km² powierzchni; później odkryto je w innych miejscach: w dwóch miejscach w Bakossi Mountains oraz w południowym obszarze Banyang-Mbo Wildlife Sanctuary (widziano tam pojedynczego osobnika w maju 1999). W 2004 odkryto dzierzbiki czarnouche w Boshi Extension Forest, w 2010 w Afi Mountain Wildlife Sanctuary w skrajnie południowo-wschodniej Nigerii.

## Ekologia i zachowanie
Środowiskiem życia dzierzbików czarnouchych są dziewicze lasy. Na Mount Kupe obserwowano je tylko na obszarach ze stosunkowo świetlistym podszytem i na wysokości od 950 do 1250 m n.p.m. W okolicy jeziora Edib stwierdzono je na wysokości 1000–1250 m n.p.m., w Afi Mountain Wildlife Sanctuary na 850 m n.p.m., pojedynczy martwy osobnik z Kodmin został odnaleziony na 1485 m n.p.m. Dzierzbiki czarnouche są owadożerne. Żerują zwykle 3–4 m nad ziemią. Brak informacji o rozrodzie. 12 czerwca 1951 obserwowana była para dorosłych ptaków właśnie przechodzących pierzenie z młodocianą samicą.

## Status
IUCN uznaje dzierzbika czarnouchego za gatunek zagrożony wyginięciem (EN, Endangered) od 2000 roku; wcześniej, w latach 1996 i 1994 otrzymał rangę krytycznie zagrożonego wyginięciem (CR, Critically Endangered). Ptakom tym zagraża utrata środowiska. Na Mount Kupe lasy wycinane są pod tereny uprawne, na niektórych obszarach aż do wysokości 1500 m n.p.m. Z 2003 pochodzi informacja o planowanej budowie drogi w paśmie Bakossi Mountains, co prowadziłoby do wycinki na małą skalę. W 2016 doniesiono o planowanym założeniu plantacji olejowca gwinejskiego (Elaeis guineensis), która miałaby liczyć 70 tys. hektarów powierzchni.